# Álvaro de Moya
Álvaro de Moya (São Paulo, 1930 — São Paulo, 14 de agosto de 2017) foi um jornalista, escritor, produtor, ilustrador e diretor de cinema e televisão. Descendente de espanhóis e italianos, é considerado por alguns como o maior especialista em histórias em quadrinhos do Brasil.
Professor aposentado da Universidade de São Paulo, foi um dos organizadores da Primeira Exposição Internacional de Histórias em Quadrinhos (junto com Jayme Cortez, entre outros), em 1951, na cidade de São Paulo. Além de ser a primeira exposição de quadrinhos da história do Brasil, foi de ineditismo também para o mundo. 
Atuou por muito anos na televisão, onde desenhou os letreiros de inauguração da TV Tupi. Moya esteve na equipe de inauguração da TV Bandeirantes.Ele foi diretor da TV Excelsior onde criou conceitos e estruturas que revolucionaram a maneira de se fazer TV na época e que de certa forma persistem até hoje.
Representou o Brasil em vários congressos sobre quadrinhos no mundo, como em Roma, Buenos Aires, Nova York e em Lucca, um dos principais do mundo. Correspondente da revista Wittyworld, dos Estados Unidos, foi colaborador de enciclopédias editadas na França, Espanha, Itália e Estados Unidos. Escolhido pela Universidade La Sapienza, de Roma, foi o único representante da América Latina em evento realizado na Itália, visando discutir o centenário dos comics.
Fez também charges e ilustrações com temáticas nacionalistas. Na Editora Abril, fez capas para as revistas em quadrinhos Disney: O Pato Donald e Mickey. Produziu quadrinizações de A Marcha, de Afonso Schmidt, para a Editora Brasil América Macbeth de William Shakespeare para a Editora Outubro e a biografia de Zumbi dos Palmares para Editora La Selva.
Em 1970, lançou o livro Shazam!, o livro não se resume apenas a fazer um pesquisa sobre a história dos HQs, mas conta com a colaboração de especialistas que debatem acerca da influência pedagógica e psicológica dos quadrinhos e a sua influência na cultura, tratando as HQs não somente como puro entretenimento, mas sim como um meio de comunicação que merece atenção por parte dos acadêmicos. Em 1976, traduziu e fez o prefácio para a edição brasileira de Para ler o Pato Donald de Ariel Dorfman e Armand Mattelart, publicada pela editora Paz e Terra.
Em 2008, Álvaro concedeu uma entrevista para o Museu da Pessoa onde falou sobre sua vida, da relação com os pais, descendentes de espanhóis e italianos, em que lidava com o catolicismo da mãe e a mentalidade militarista agnóstica do pai; comentou sobre os acontecimentos que afetaram sua infância, como a morte prematura dos irmãos mais velhos, o qual levou-o a consumir mais histórias em quadrinhos que, segundo ele, o salvou e foi a partir desse momento que decidiu ser desenhista de quadrinhos. Em certo momento, afirmou que através da leitura e do cinema ele pode constatar, junto de seus colegas da época, que: “o quadrinho tem uma expressão diferente da literatura e cinema, tem a sua própria expressão, então nós fomos os primeiros a ver que a história em quadrinho tinha o que hoje se é chamado de linguagem na teoria da comunicação”.

## Homenagens
Em 30 de janeiro de 2024, em homenagem ao Dia do Quadrinho Nacional, a gibiteca da Biblioteca Pública Municipal Prof. Arthur Riedel, de São Roque, passa a se chamar Gibiteca Álvaro de Moya.

## Livros
- Shazam! (1970)
- História da História em Quadrinhos (1993)
- O Mundo de Walt Disney (1996)
- Anos 50 – 50 Anos (2001)
- Vapt Vupt (2002)[12]
- Histórias em quadrinhos no Brasil (2003)
- Gloria in excelsior (2004)[13]
- O Tico-Tico 100 Anos - Centenário da Primeira Revista de Quadrinhos do Brasil, organizado por Waldomiro Vergueiro e Roberto Elísio dos Santos (2006).
- A Reinvenção dos Quadrinhos (2012)[14]
- Os Pioneiros no Estudo de Quadrinhos no Brasil, organizado por Waldomiro Vergueiro, Paulo Ramos e Nobu Chinen (2013)[15]
- Sketchbook Custom (2016)[16]
- Eisner / Moya – Memórias de Dois Grandes Nomes da Arte Sequencial (2017)[4]